# Xenopathia nivea
Xenopathia nivea är en fjärilsart som beskrevs av Hans Rebel 1902. Xenopathia nivea ingår i släktet Xenopathia och familjen förnamalar. Inga underarter finns listade i Catalogue of Life.